# Bayalemo Dos
Bayalemo Dos är en ort i Mexiko.   Den ligger i kommunen Larráinzar och delstaten Chiapas, i den sydöstra delen av landet, 700 km öster om huvudstaden Mexico City. Bayalemo Dos ligger 1 774 meter över havet och antalet invånare är 630.
Terrängen runt Bayalemo Dos är kuperad söderut, men norrut är den bergig. Runt Bayalemo Dos är det ganska tätbefolkat, med 166 invånare per kvadratkilometer. Närmaste större samhälle är Bochil, 15,0 km nordväst om Bayalemo Dos. I omgivningarna runt Bayalemo Dos växer i huvudsak städsegrön lövskog.